# Egadroma quinquepustulatus
Egadroma quinquepustulatus är en skalbaggsart som beskrevs av Christian Rudolph Wilhelm Wiedemann 1823. Egadroma quinquepustulatus ingår i släktet Egadroma och familjen jordlöpare. Inga underarter finns listade i Catalogue of Life.